# Сокуле (Жирардовський повіт)
Сокуле (пол. Sokule) — село в Польщі, у гміні Віскітки Жирардовського повіту Мазовецького воєводства.
Населення — 173 особи (2011).
У 1975-1998 роках село належало до Скерневицького воєводства.

## Демографія
Демографічна структура станом на 31 березня 2011 року:
|          | Загалом | Допрацездатний вік | Працездатний вік | Постпрацездатний вік |
| -------- | ------- | ------------------ | ---------------- | -------------------- |
| Чоловіки | 87      | 15                 | 66               | 6                    |
| Жінки    | 86      | 17                 | 51               | 18                   |
| Разом    | 173     | 32                 | 117              | 24                   |